# David Dacko
David Dacko, né le 24 mars 1930 à Bouchia, près de Mbaïki (Oubangui-Chari) et mort le 20 novembre 2003 à Yaoundé (Cameroun), est un homme d'État centrafricain : président du gouvernement centrafricain de 1959 à 1960, puis Président de la République centrafricaine à deux reprises, de 1960 à 1966 puis de 1979 à 1981. Dacko fuit le régime de Bokassa et met en place la deuxième république centrafricaine au lendemain de l'abolition de l'Empire en 1979. Cependant le pays est agité, et Dacko est contraint de démissionner par un coup d'État en 1981. Il s'écarte alors progressivement de la vie politique.

## Biographie

### Enfance, jeunesse, débuts professionnels et activité militante
De 1944 à 1948, il est élève à l'école primaire supérieure de Bambari aux côtés de Clément Hassen, Albert Payao et Bernard Christian Ayandho, avant d'être admis à l'école normale de Mouyondzi (Moyen-Congo).
Instituteur puis directeur d'école, neveu du président du Conseil de gouvernement Barthélemy Boganda, David Dacko, devenu député de l'assemblée territoriale de l'Afrique noire en 1957, milite activement au sein du MESAN fondé par son parent Barthélemy Boganda en septembre 1949.

### Président du Gouvernement
La mort de Barthélemy Boganda le 29 mars 1959 le propulse, à 29 ans, à la tête de la République centrafricaine. Dacko devient alors le nouveau président de l'État. Il met alors en place une constitution présidentielle où président et chef du gouvernement se confondent. L'indépendance proclamée le 13 août 1960 fait de lui le premier chef de l'État centrafricain et le premier président, il demeure président du gouvernement constitué le 17 août 1960.

### Président de la République (première fois)
Peu après, le régime devient plus autoritaire : le MESAN devient parti unique et le président s'émancipe de sa responsabilité politique devant le Parlement. Dans son discours dans l'enceinte du Parlement le 25 novembre 1965, il ne fait pas mystère de sa volonté de mettre au pas l'opposition : « Le temps des discussions politiques est clos » affirme-t-il.
Réélu en 1964, David Dacko tente de mettre en œuvre une politique d'austérité pour assainir des finances structurellement déficitaires. Ces innovations sont mal supportées par la population mais surtout par l'administration et l'armée. Le 31 décembre 1965 lors du coup d'État dit de la Saint-Sylvestre, Jean-Bedel Bokassa, son lointain cousin et également neveu de l'ex-président Boganda, le renverse et s'autoproclame président.

### Sous l'Empire
La carrière de Dacko n'est pas terminée pour autant. Lorsque Bokassa s'autoproclame empereur de Centrafrique en 1976, il est nommé ministre personnel de l'empereur. Chargé des affaires économiques, Dacko devient ainsi le bras droit de l'empereur, de plus en plus autoritaire. Mais le gouvernement français, pourtant allié de la Centrafrique depuis l'indépendance, se détache peu à peu du régime dictatorial de l'empereur de plus en plus contesté par la population centrafricaine.

### Président de la République (seconde fois)
David Dacko retrouve le pouvoir lorsque Valéry Giscard d'Estaing autorise l'opération Caban en septembre 1979 contre Bokassa.
La République rétablie, Dacko est réélu en février 1981 face à Ange-Félix Patassé, ancien Premier ministre de Bokassa. Désormais au pouvoir, Dacko est inquiet des troubles qui agitent le pays. Alors que Dacko est en visite officielle en Libye, le général André Kolingba prend le pouvoir par un coup d'État le 1er septembre 1981. Aussitôt, il met fin au multipartisme et instaure pour près de dix ans un Comité militaire de redressement national. Celui-ci met en place une nouvelle dictature. De plus en plus contesté par le peuple, il fait adopter une nouvelle constitution le 28 novembre 1986 et maintien le vote par scrutin direct du président de la République.

### L'après-pouvoir
En 1991, David Dacko fonde le Mouvement pour la démocratie et le développement (MDD), puis tente de se présenter à l'élection présidentielle d'octobre 1992, reportée. Il est battu par Patassé lors des élections d'août 1993 et échoue une nouvelle fois en septembre 1999.
Depuis lors, David Dacko vit à Bangui, presque totalement retiré de la vie politique. En octobre 2003, très affaibli, il participe au « Dialogue national », se présentant devant les délégués pour solliciter leur pardon et surtout se réconcilier avec son ancien adversaire Abel Goumba.
Malade, il se rend peu après au Cameroun pour se faire soigner d'une violente crise d'asthme. David Dacko meurt le 20 novembre 2003 à l'hôpital général de Yaoundé. Des obsèques nationales sont organisées et il est inhumé le 13 décembre, à Mokinda, où il résidait.

## Distinctions et décorations
- Grand-croix de l'ordre national du Dahomey (1963)[9].